# 毛越寺
毛越寺（日语：／）是座位在日本岩手縣西磐井郡平泉町的天台宗寺院。現在的本尊是藥師如來立像（平安時代後期。脇侍是日光菩薩・月光菩薩）。建築為平安樣式。
境內以「毛越寺境內 附 鎮守社跡」（日语：／）列為國家特別史跡、庭園以「毛越寺庭園」（日语：／）列為特別名勝。2011年（平成23年）6月26日，再以「平泉－象徵著佛教淨土的廟宇、園林與考古遺址」的資產之一登錄為世界遺產。
與平泉中尊寺、松島瑞巖寺、山形立石寺共同組成「四寺廻廊」巡禮路線。
開山師祖是慈覚大師圓仁，

## 歷史
毛越寺傳聞是由圓仁於嘉祥3年（850年），與中尊寺同年創建。之後因大火荒廢，但在奥州藤原氏第二代基衡夫妻與其子第三代秀衡再興。中世歷史書《吾妻鏡》寫道「堂塔四十余宇、禅房五百余宇」，有金堂「圓隆寺」、講堂、常行堂、二階惣門、鐘樓、經藏、嘉祥寺等其他堂宇，規模超過當時的中尊寺。金堂的圓隆寺以金銀紫檀裝飾，其莊嚴被《吾妻鏡》評為「吾朝無雙」。
鎌倉時代繼續由鎌倉幕府保護，但在嘉祿2年（1226年）遭遇火災，戰國時代的天正元年（1573年）因兵火再毀，僅剩土壇和基石。。江戶時代為仙台藩領內，寛永13年（1636年）伊達政宗去世時，當時本尊の釋迦三尊遷至政宗靈廟「瑞鳳殿」旁的政宗菩提寺瑞鳳寺（宮城縣仙台市）。寛文年間（1661年〜1672年），本寺與其周邊變成水田。但仍有伊達藩的經濟援助與保護。
明治後半，在南大門外側新建本堂與庫裏，1921年（大正10年）將伊達一關藩一關城大手門移來作為山門。1922年（大正11年）10月12日，以「毛越寺境內 附 鎮守社跡」指定為史跡。
毛越寺境內遺跡從1954年（昭和29年）起進行五年的全面挖掘調查，探明其規模與構造。調査結果顯示與《吾妻鏡》等文獻資料大致符合。該遺跡位於現在的毛越寺境內，保留了原貌，土壘、南大門跡苑池、金堂跡等堂跡保存狀態良好。尤其金堂遺跡的基石幾乎完全保留，土壇四周舖有地覆石，可見雨溝結構。左右兩側有翼廊遺跡，其前方兩端有塔樓遺跡。另外，其他堂宇的基石亦有保留，而淨土庭園是平安時代末期的遺構，也是毛越寺的代表景色，園池的橋墩和中島及庭石都保存完好，作為平安時代伽藍形式的代表，具有很高的學術價值。
1989年（平成元年），依照平安樣式重建本堂。
2001年（平成13年）列為世界遺產候選名單的「平泉-淨土思想為基礎的文化景觀」一部分。2005年（平成17年）7月追加指定為史跡。2008年（平成20年）的第32回世界遺產委員會審議決定延期登錄。文化廳與岩手縣再以「平泉－象徵著佛教淨土的廟宇、園林與考古遺址」向聯合國教育、科學及文化組織提出申請，2011年（平成23年）5月獲得國際文化紀念物與歷史場所委員會通過，同年6月25日登錄為世界遺產。

## 文化財

### 特別史跡
- 毛越寺境內（附 鎮守社跡）

以下區域為特別史跡的飛地區域。
- 護摩堂跡
- 文殊堂跡
- 吉祥堂跡
- 北野天神社
- 日吉白山社（現 白山妙理堂）
- 花館廢寺
- 王子社跡
- 八坂神社
- 觀自在王院跡

### 特別名勝
- 毛越寺庭園

### 重要無形民俗文化財（國指定）
- 毛越寺的延年 - 重要無形民俗文化財[5]與必需採取紀錄等措施的無形文化財（日语：記録作成等の措置を講ずべき無形の民俗文化財）[6]。

## 參拜
- 參拜時間
  - 4月5日〜11月4日　8:30〜17:00
  - 11月5日〜4月4日　8:30〜16:30
- 參拜費：700日圓

## 交通
- JR東日本東北本線平泉站歩行約7分鐘
- 岩手縣交通（日语：岩手県交通）平泉町巡迴巴士「RunRun」（るんるん）於毛越寺巴士站下車[7]。
- 平泉町營毛越寺停車場：可停330台，普通車300日圓[7]。

## 图像

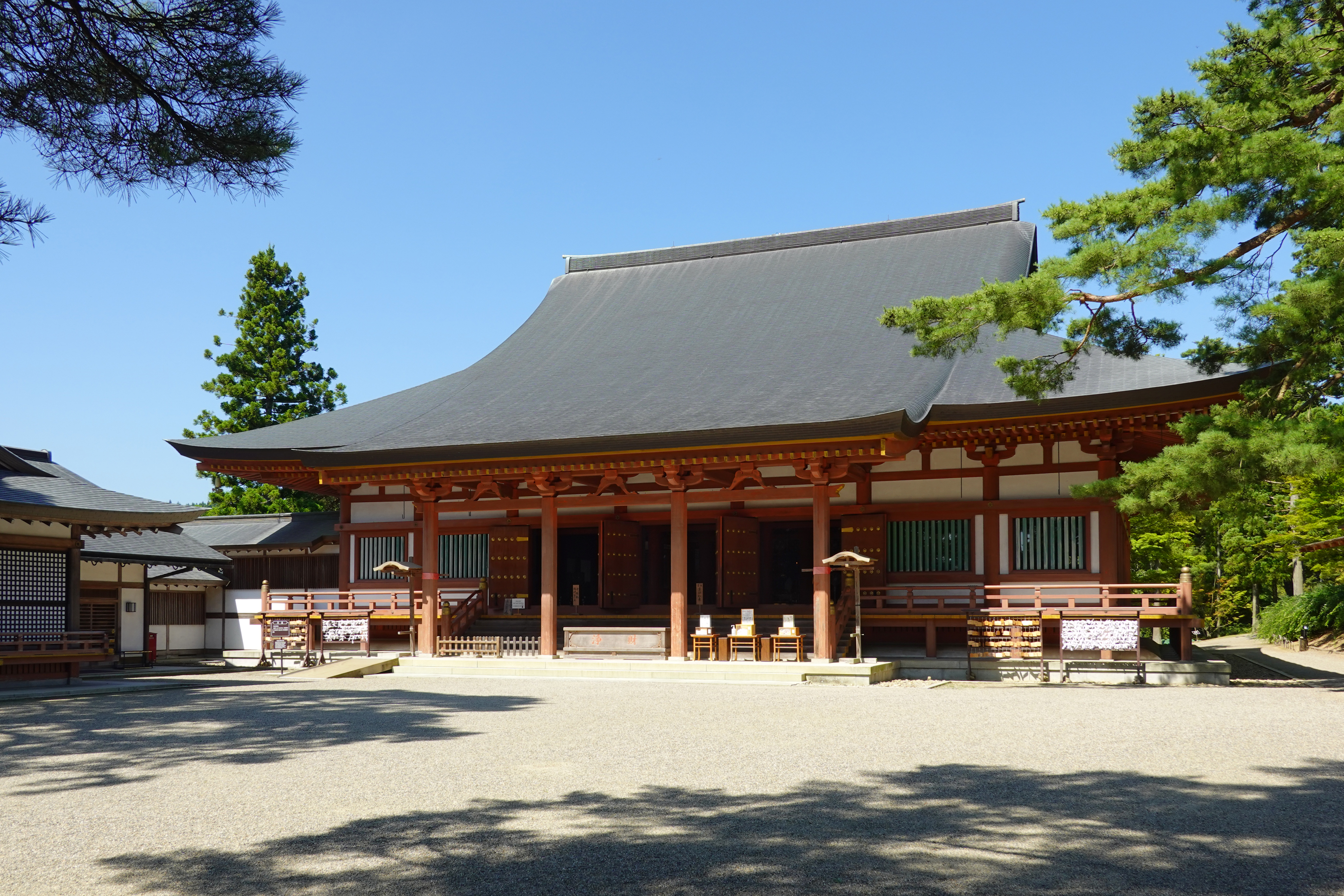
本堂
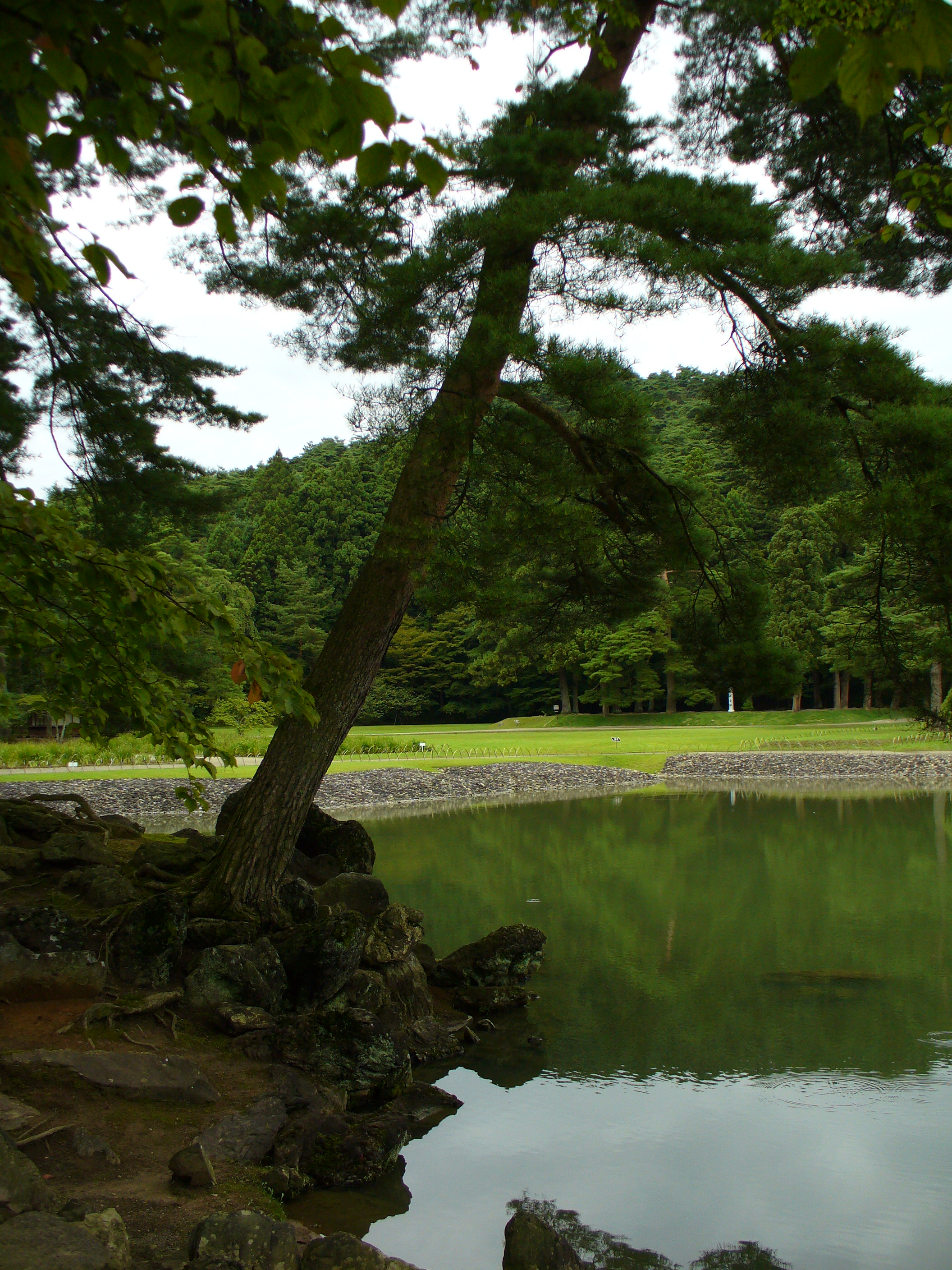
大泉池的築山
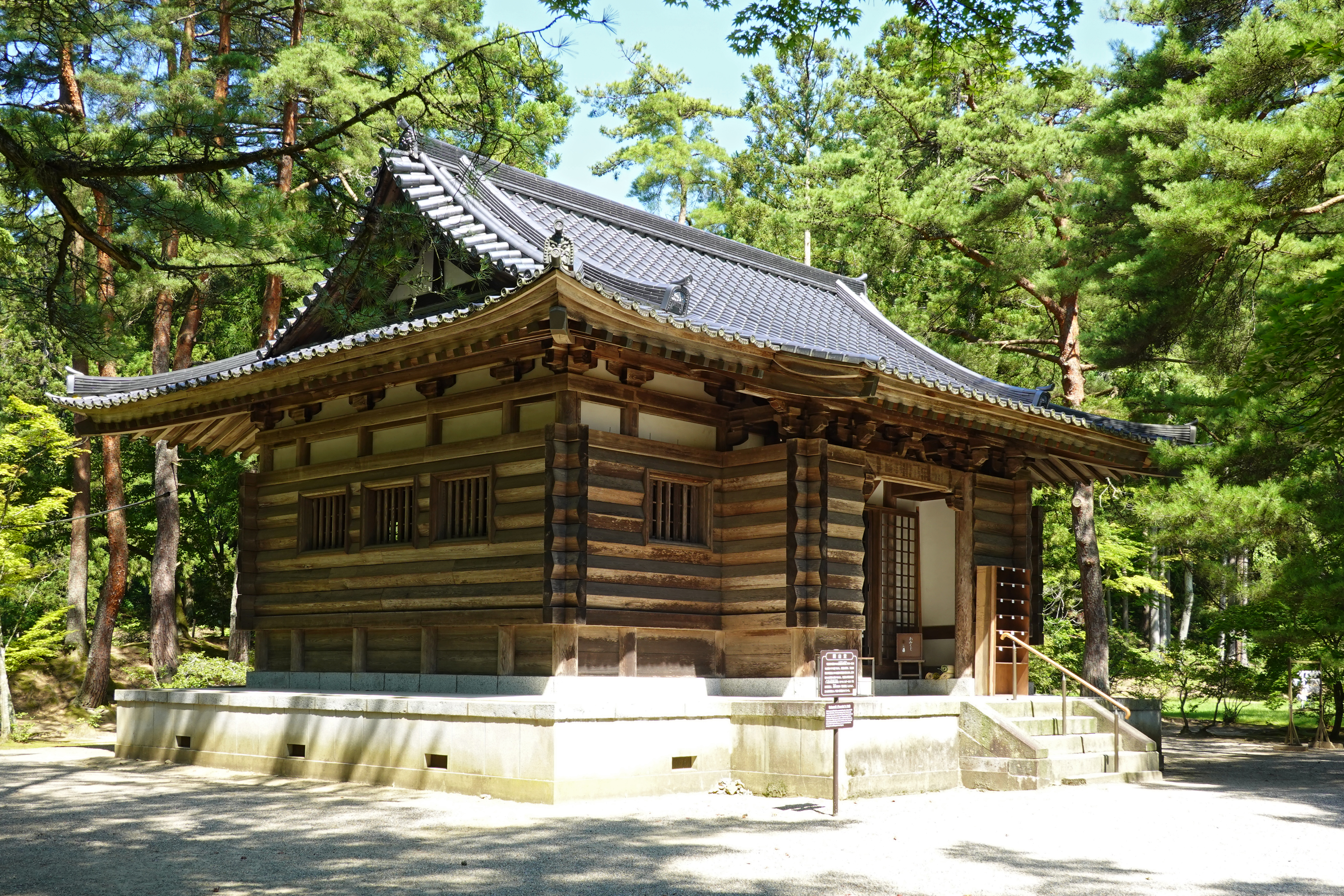
開山堂
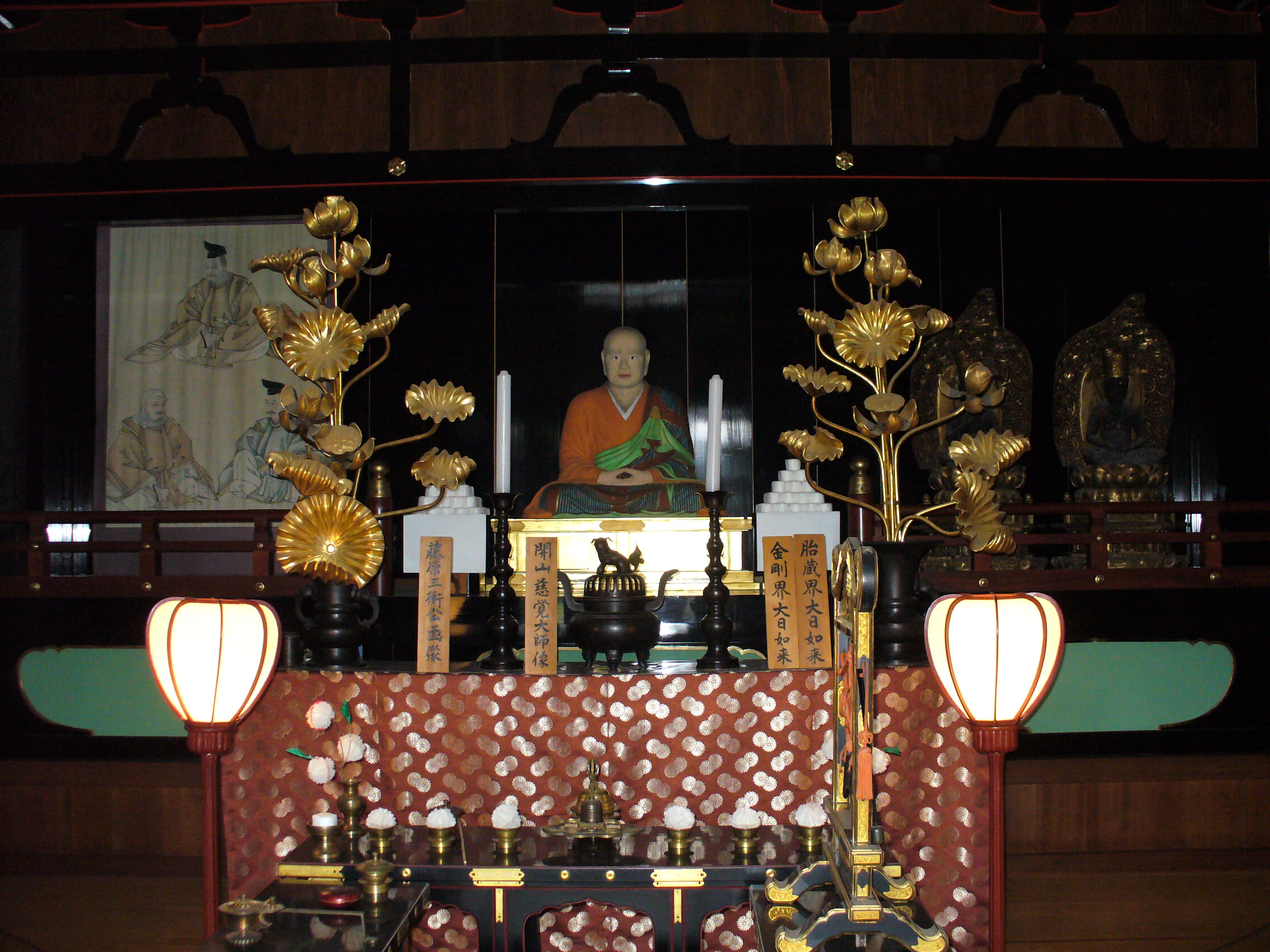
主持開山堂祭的慈覺大師
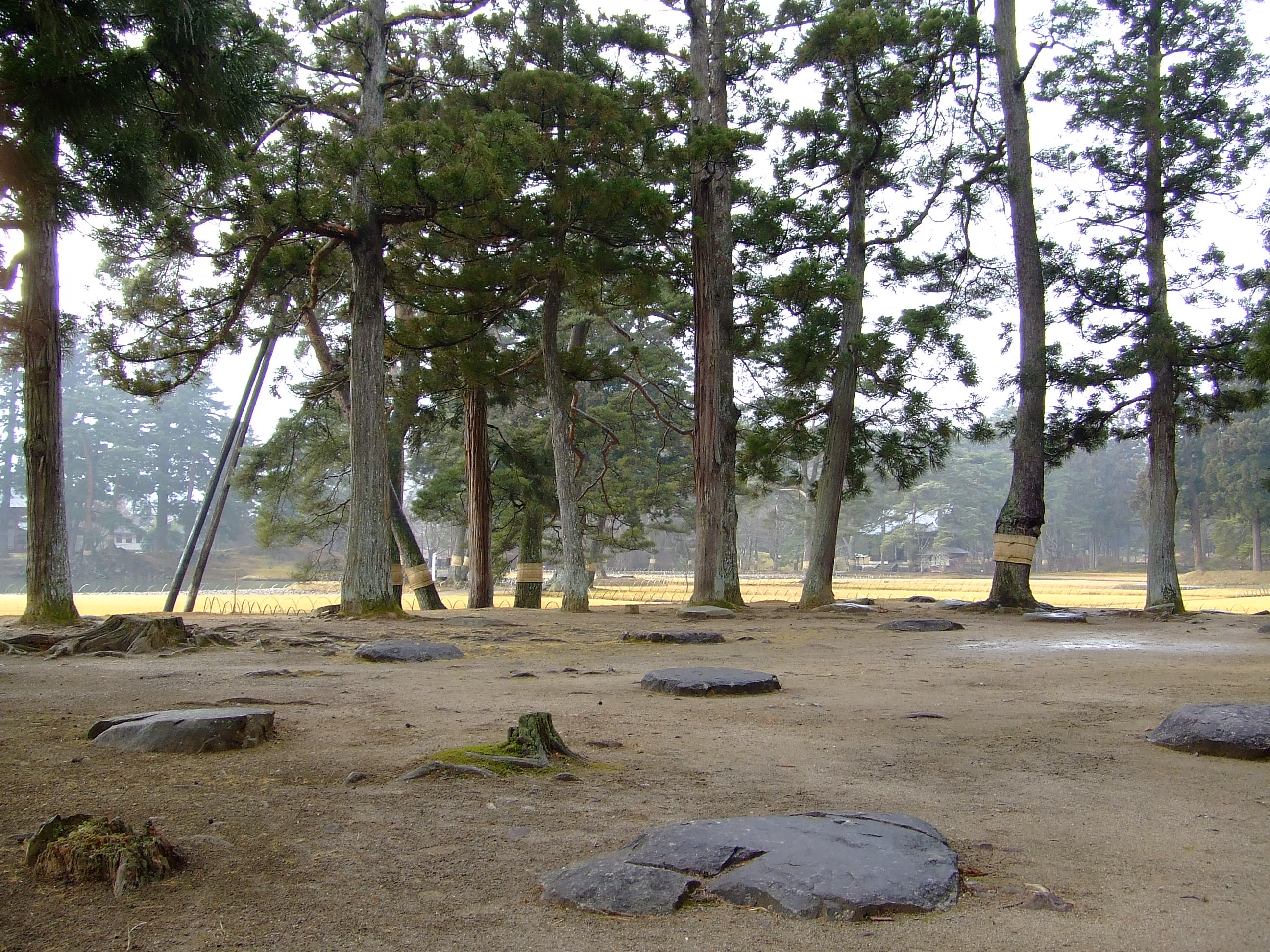
金堂圓隆寺跡
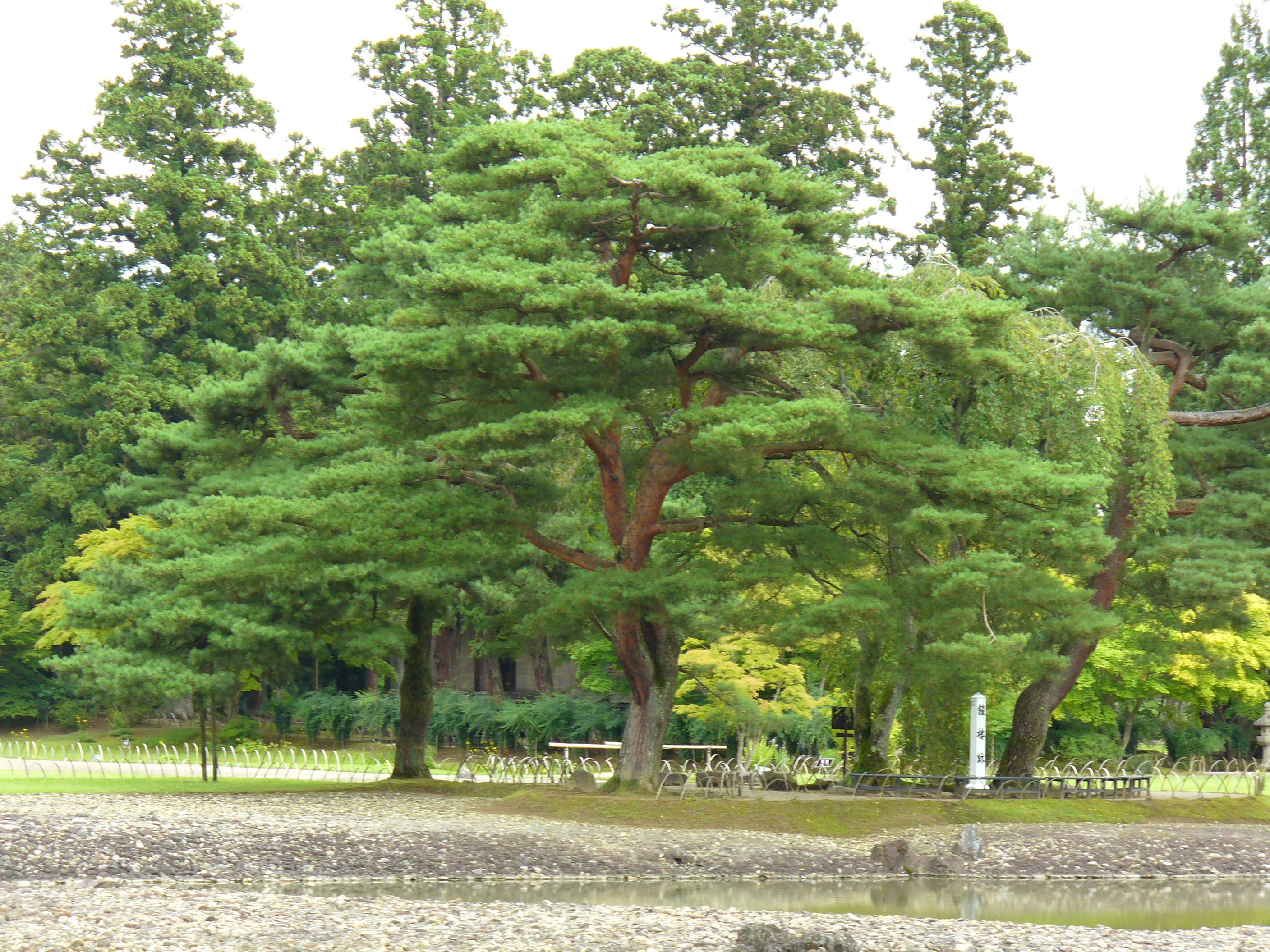
庭園（鐘樓遺跡附近的大泉池，從對岸攝影）
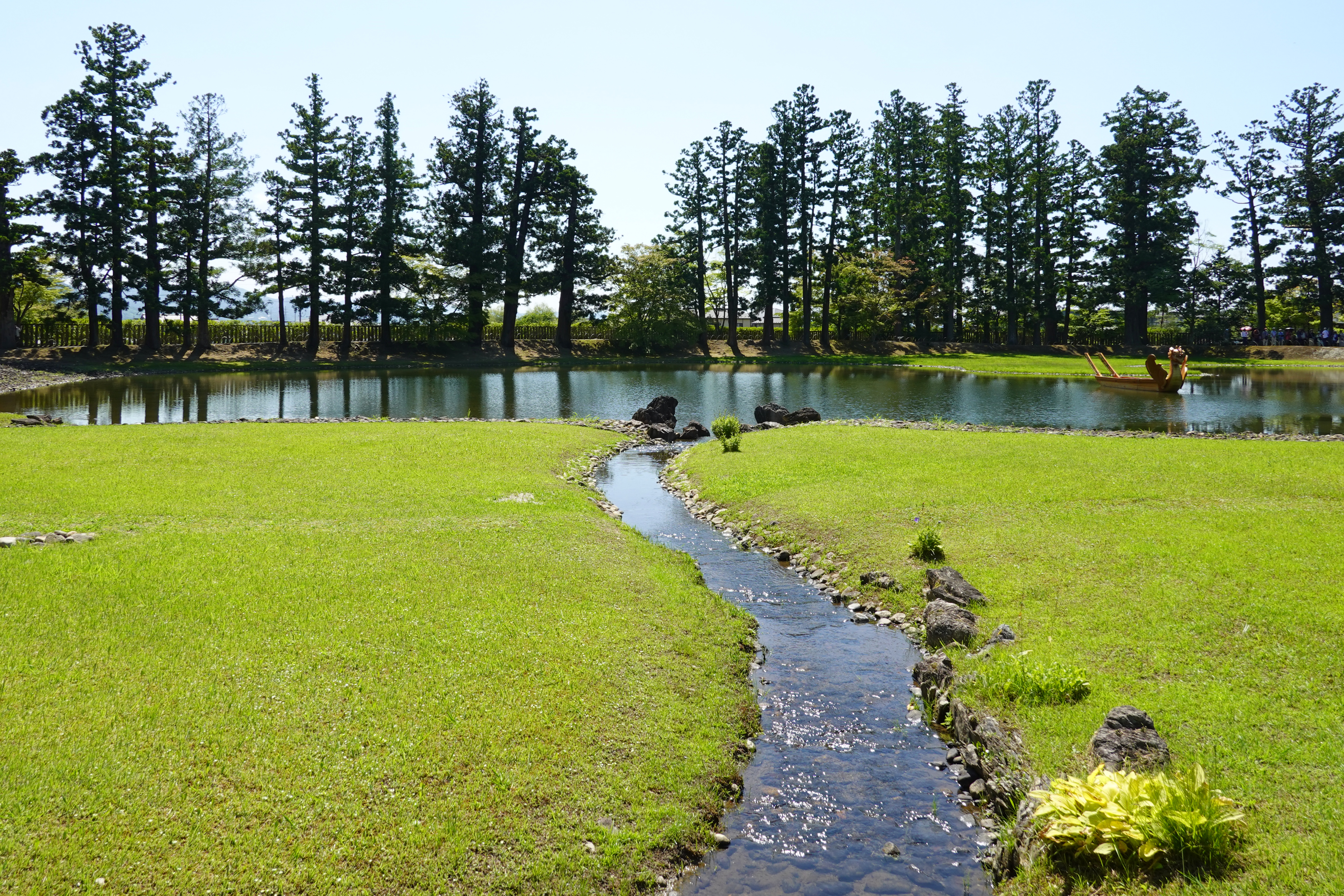
遣水，日本唯一的平安時代遺構
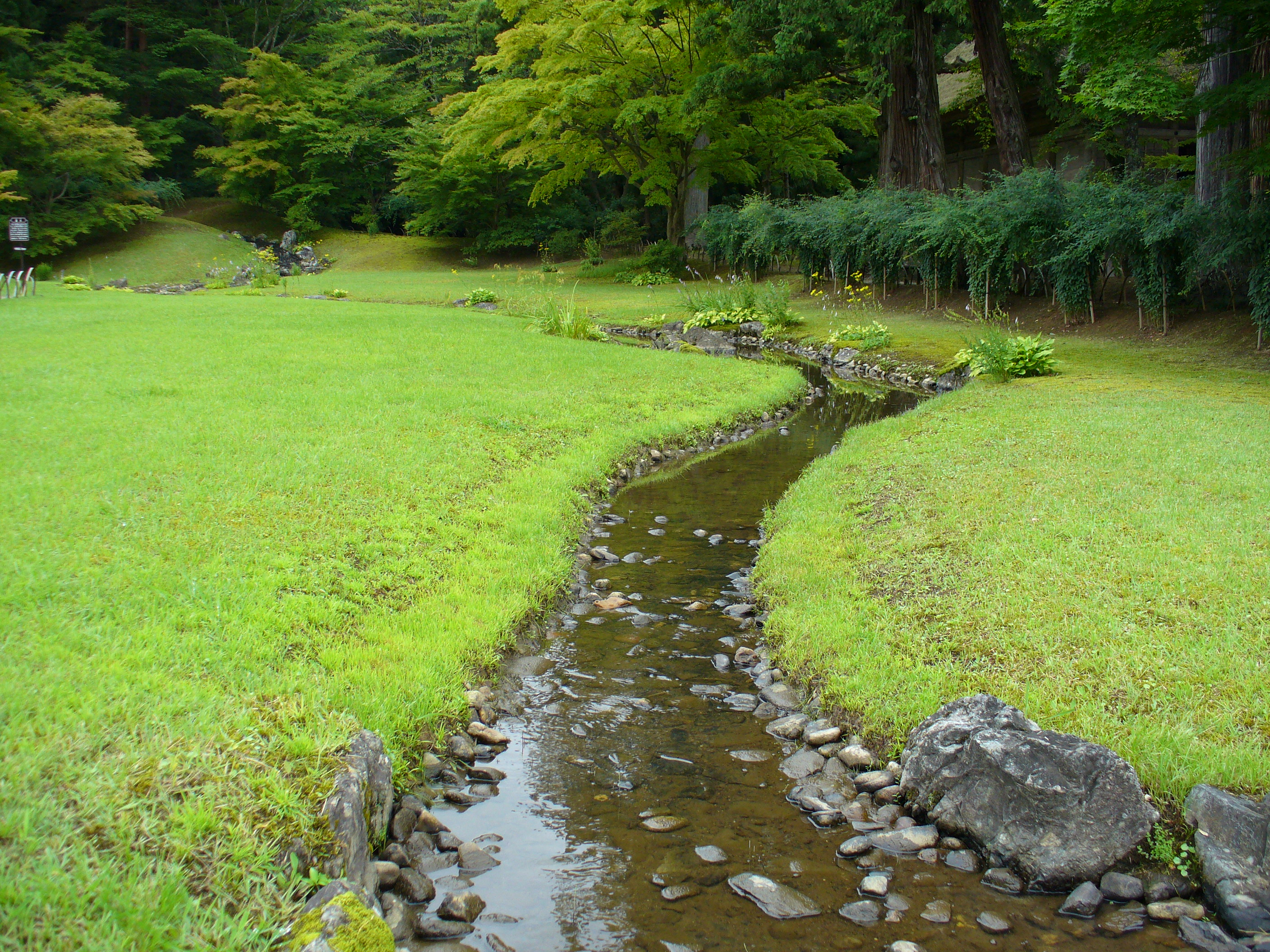
遣水，傳聞是曲水之宴舉行之地。
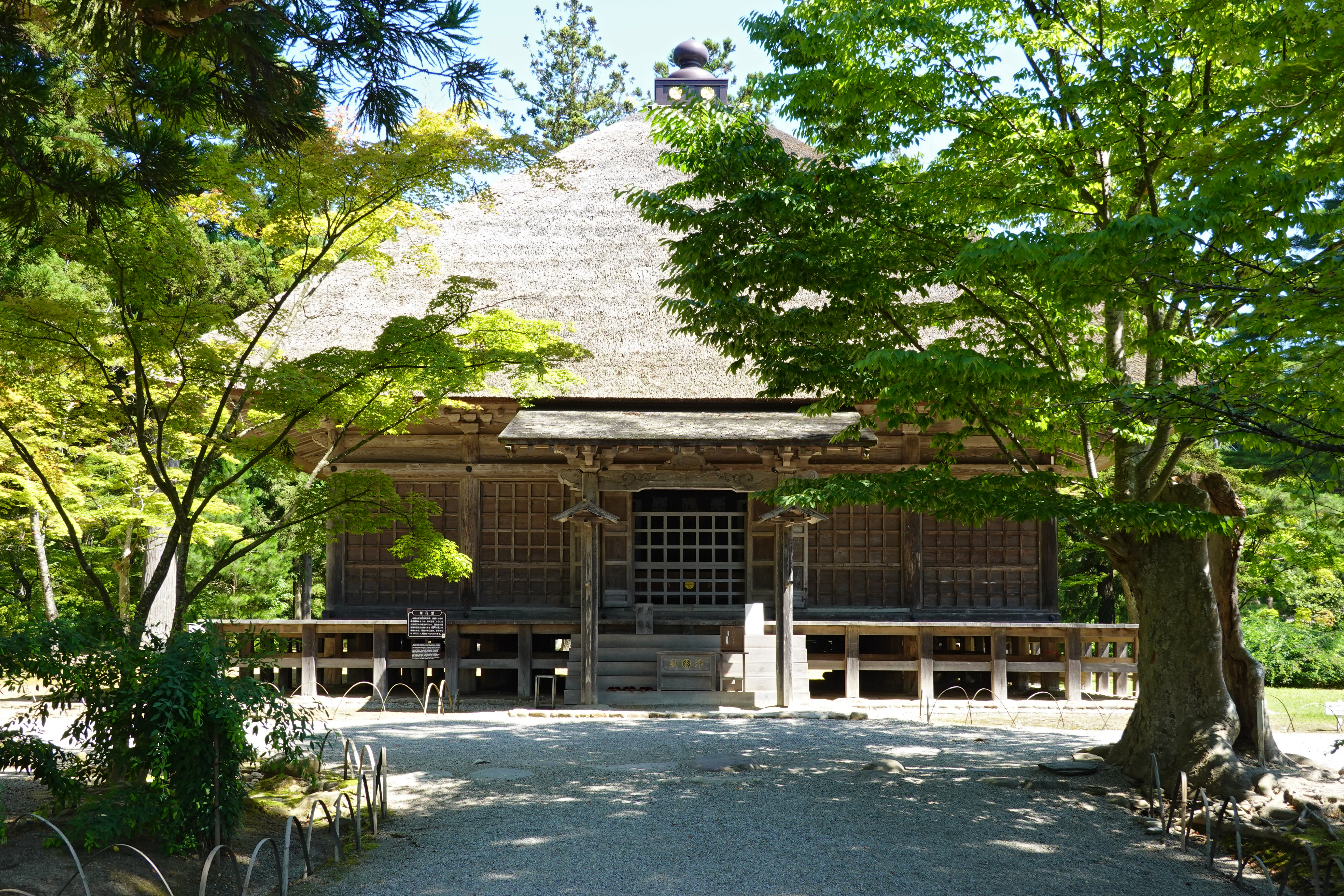
常行堂，1732年由伊達吉村再建
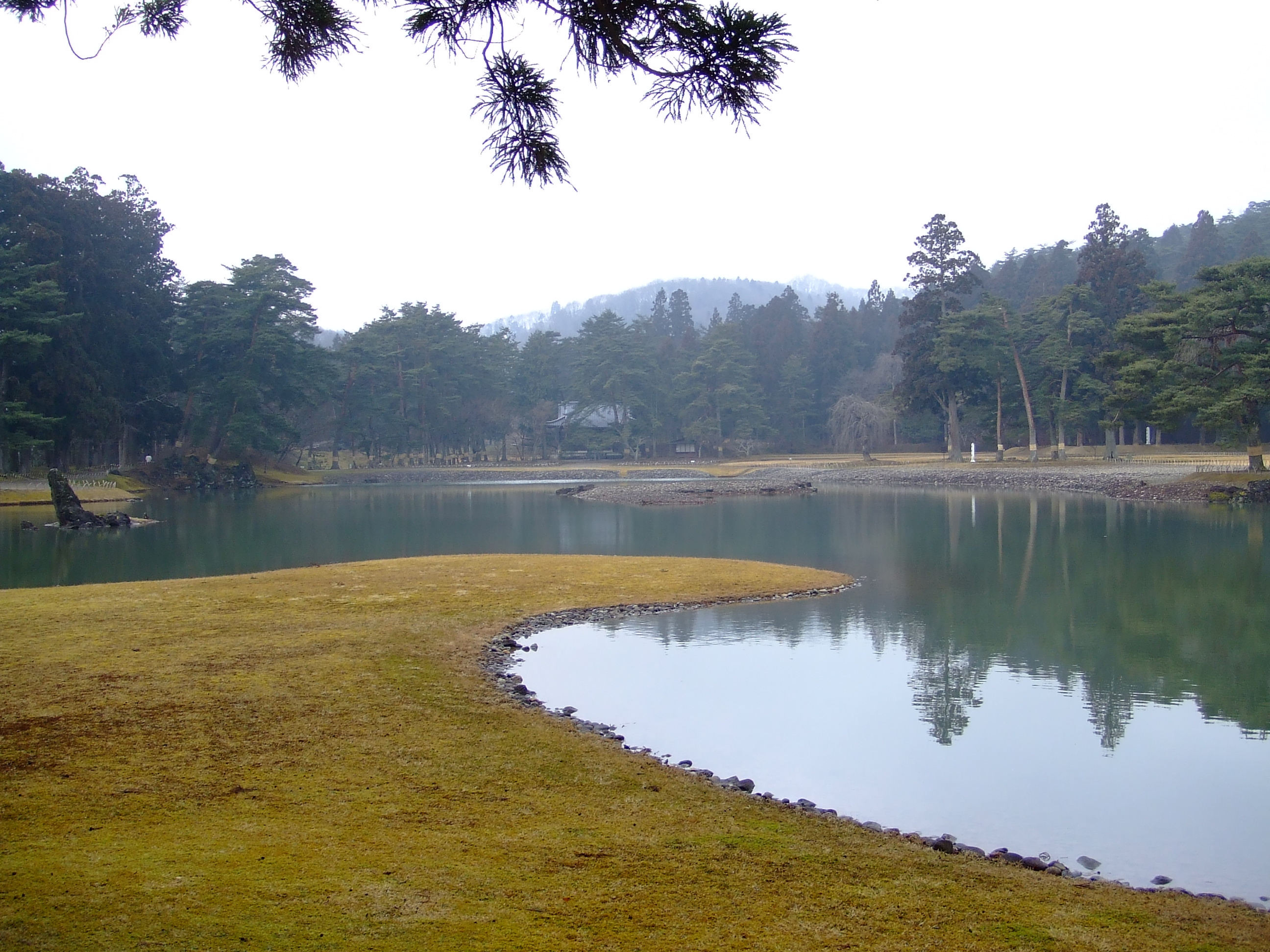
大泉池·洲濱
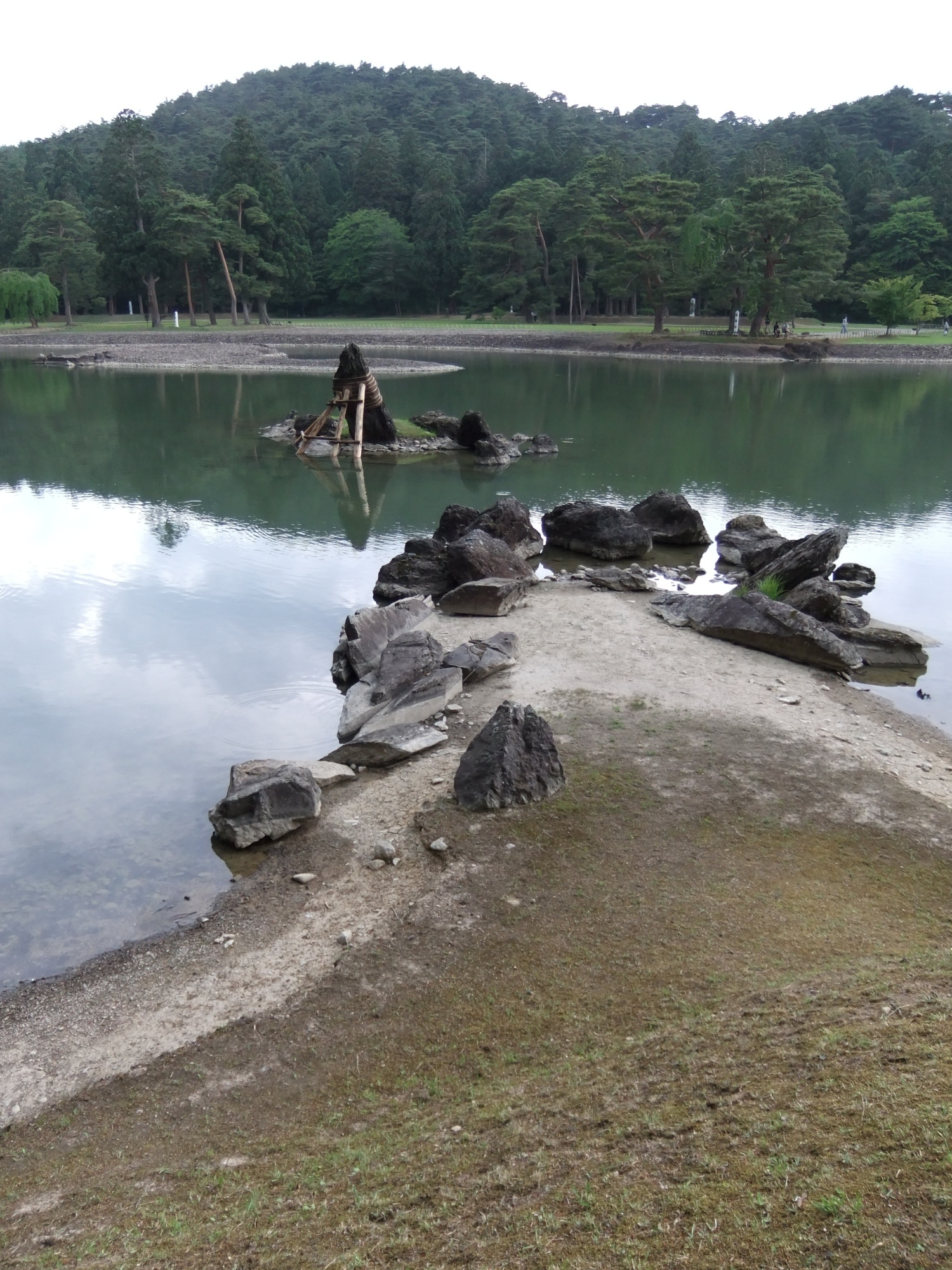
出島石組與池中立石
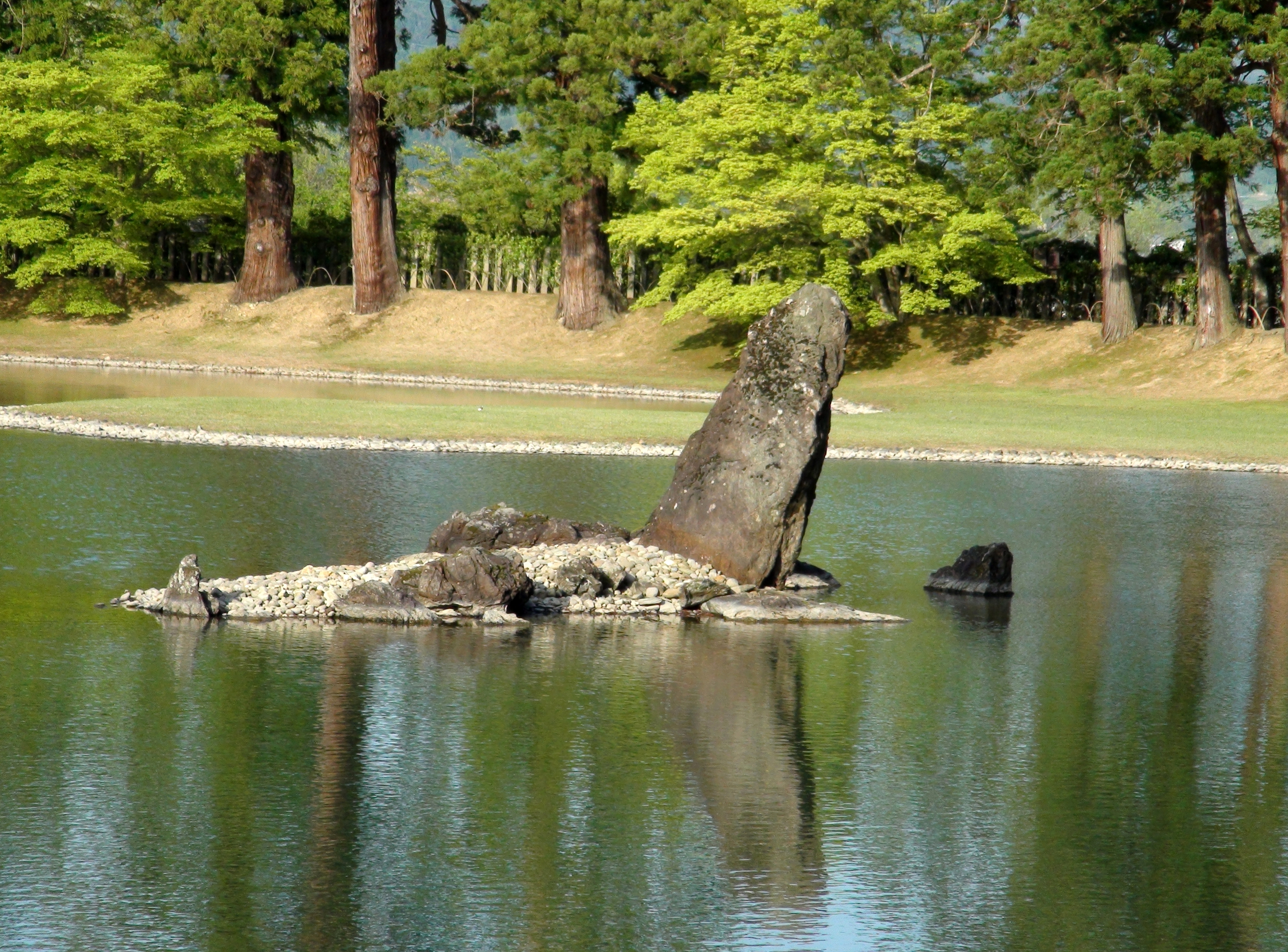
池中立石
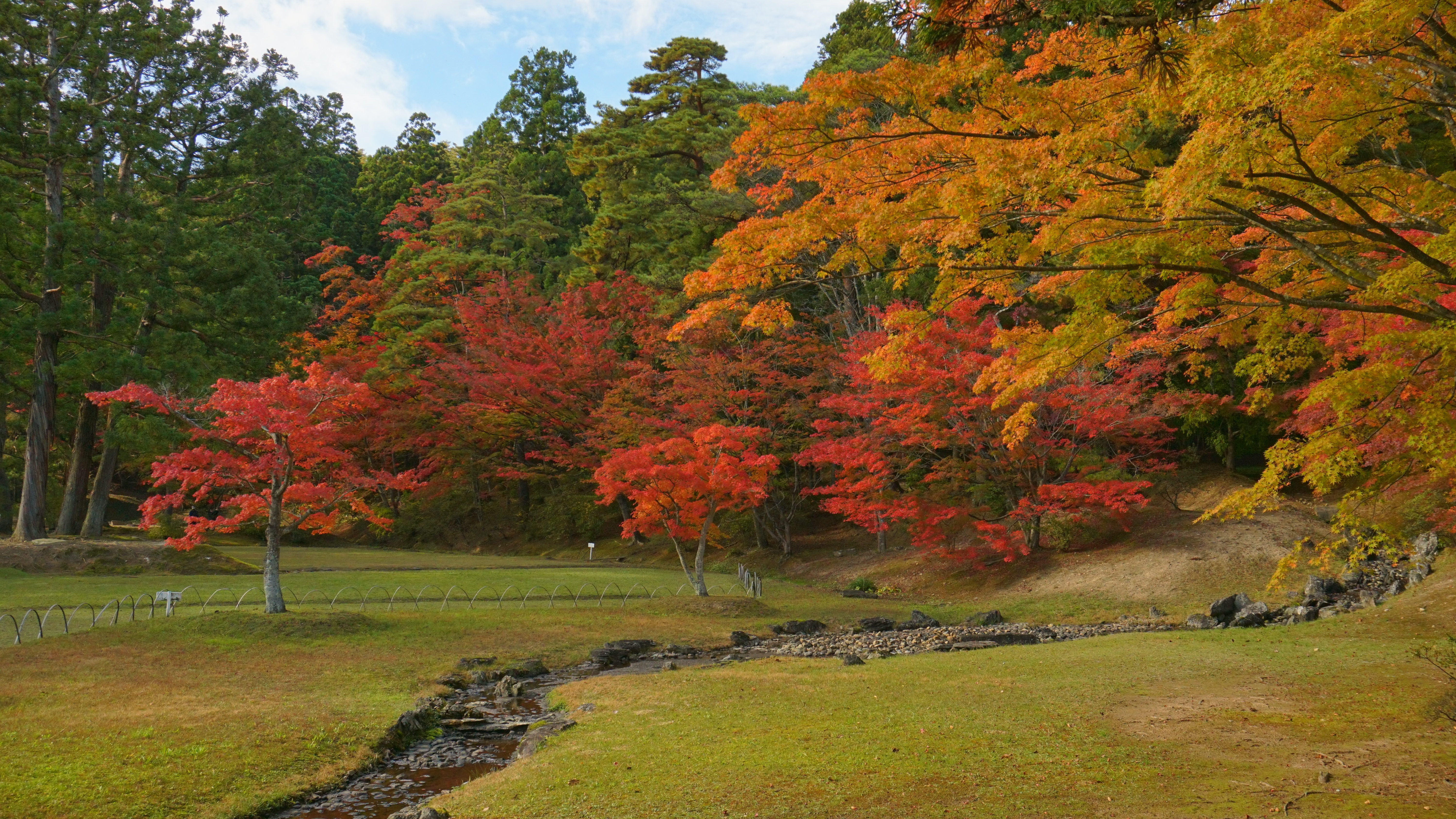
遣水與秋天紅葉
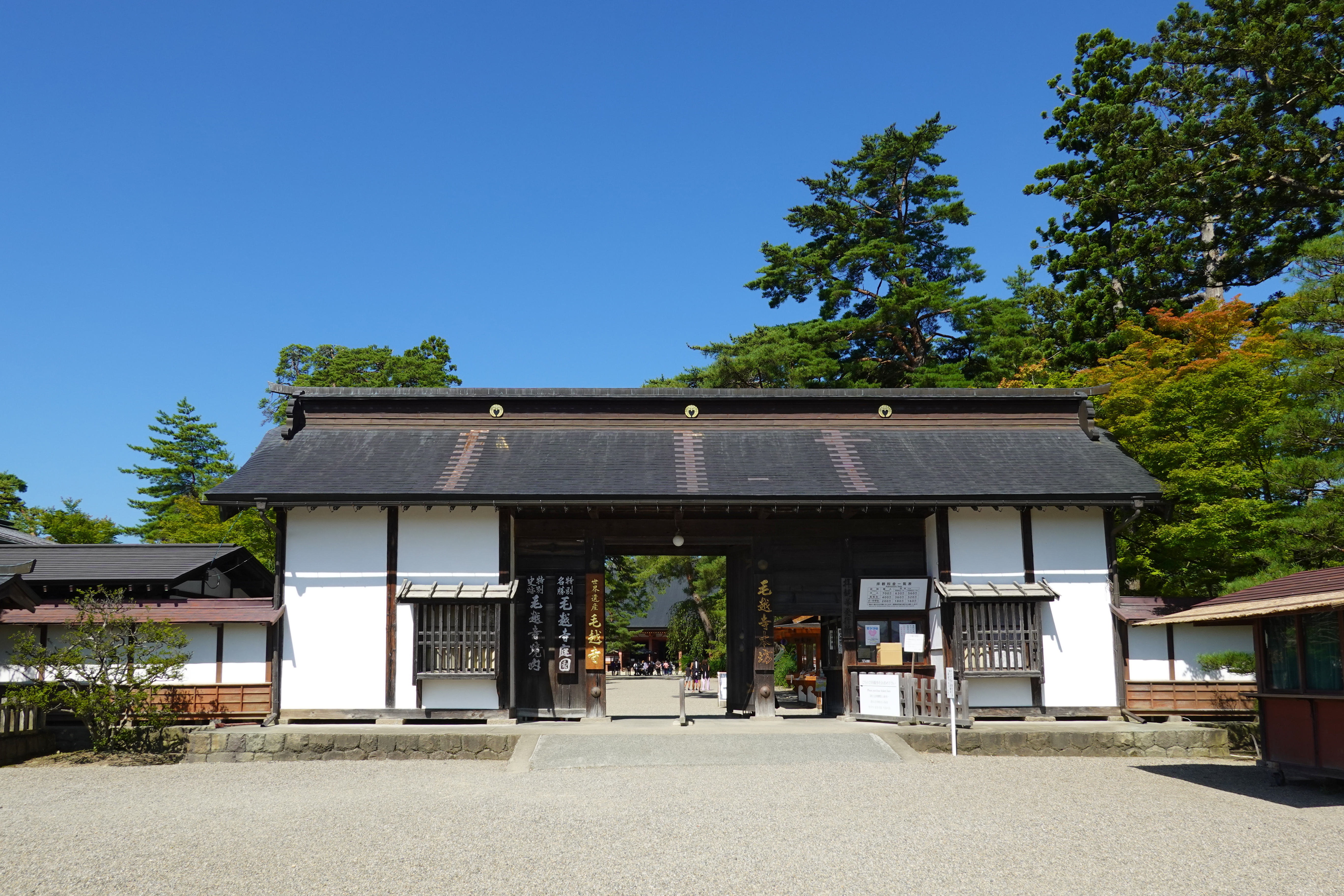
山門，1921年一關城（日语：一関城）大手門移築

## 資料來源
1. ↑  . kunishitei.bunka.go.jp.   [2025-01-09]. （原始内容存档于2019-10-17）.
2. ↑  . kunishitei.bunka.go.jp.   [2025-01-09]. （原始内容存档于2022-12-25）.
3. ↑  . UNESCO News Archive. 聯合國教育、科學及文化組織. 2011-06-25  [2011-06-26]. 原始内容存档于2023-03-06 （英語）.
4. ↑  『図説日本の史跡 5 古代2』、同朋舎出版、1991、pp.28 - 29
5. ↑  . kunishitei.bunka.go.jp.   [2025-01-09]. （原始内容存档于2022-12-25）.
6. ↑  . kunishitei.bunka.go.jp.   [2025-01-09]. （原始内容存档于2022-11-11）.
7. 1 2  . 平泉観光協会.   [2025-01-09]. （原始内容存档于2011-10-17）.

## 外部連結
- 毛越寺官方網站 （页面存档备份，存于）